# فرودگاه اولیو برنچ
فرودگاه اولیو برنچ (به انگلیسی: Olive Branch Airport) یک فرودگاه همگانی بهره‌برداری هوایی با کد یاتا OLV است که یک باند فرود آسفالت دارد و طول باند آن ۱۸۲۹ متر است. این فرودگاه در کشور ایالات متحده آمریکا قرار دارد و در ارتفاع ۱۲۲ متری از سطح دریا واقع شده است.